# 양성자 방출
양성자 방출(Proton emission)은 방사성 감쇠의 일종으로 원자핵으로부터 양성자가 방출되는 현상이다. 양성자 방출은 크게 두 가지가 있다. 베타 붕괴에 이어 들뜬 상태에 놓인 원자핵에서 발생하는 "베타-지연 양성자 방출"이 하나이며, 알파 붕괴와 유사한 과정으로서 양성자가 매우 많은 원자핵의 바닥 상태 혹은 핵이성질체에서 발생하는 과정도 있다. 양성자가 원자핵으로부터 탈출하기 위해서, 양성자 분리 에너지는 음수이여야 한다. 즉 양성자는 묶여있지 않으며, 쿨롱 장벽을 유한 시간 내에 양자 터널링을 통해 빠져 나가야 한다. 양성자 방출은 일반적으로 발생하는 동위원소에서는 관찰할 수 없다. 단지 입자 가속기를 사용한 핵반응을 통해서만 생성된다.
베타-지연 양성자 방출이 아닌 재빠른 양성자 방출은 1969년 코발트-53의 이성질체에서 처음 발견되었지만, 그 외의 양성자 방출은 1981년 Gesellschaft für Schwerionenforschung(GSI)에서의 루테튬-151과 툴륨-147 실험에서 발견되었다. 이 사건 이후, 양성자 방출 연구는 큰 진전이 있었으며, 25 개 이상의 동위원소가 양성자 방출을 하는 것으로 발견되었다. 양성자 방출의 연구는 핵변형, 질량 및 구조 등의 이해를 가져왔으며, 양자 터널링의 완벽한 예를 제공하였다.
2002년 GSI와 GANIL (Grand Accelerateur National d'Ions Lourds)의 실험에서는 철-45 원자핵에서 두 개의 양성자가 동시에 방출되는 현상을 관찰되었다. 2005년에는 같은 연구소에서 아연-54 역시 이중 양성자 방출이 됨을 실험적으로 증명하였다.

## 같이 보기
- 자유 중성자